# Lac Bâlea

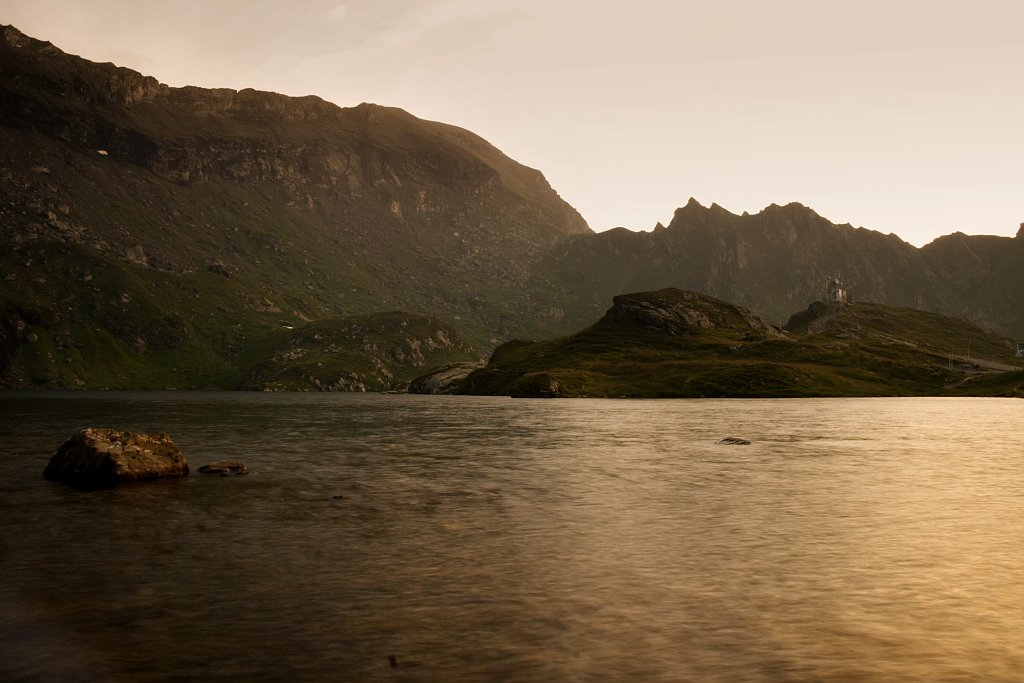
Vue du Lac Bâlea

Le Lac Bâlea est un lac glaciaire situé à 2 040 m d'altitude dans les Monts Făgăraș appartenant aux Alpes de Transylvanie en Roumanie centrale. Il se trouve sur le territoire du Județ de Sibiu.
Il y a un téléphérique ouvert toute l'année, une station météorologique et la station de sauvetage de montagne de Salvamont.
Il est possible de skier en hiver à partir du lac Bâlea. Il n'y existe pas de domaine skiable à proprement parler, mais uniquement des pentes adaptées pour le ski hors-piste (descente depuis le lac jusqu'à la cascade Bâlea).
Le lac est accessible en voiture par la route Transfăgăraș pendant l'été, et le reste de l'année par un téléphérique (depuis la cascade de Bâlea).
Webcam Bâlea-See